# Al Miller (Rennfahrer)
Allen „Al“ Miller (* 28. April 1907 in Pontiac, Michigan; † 18. August 1967 in Standish, Michigan) war ein US-amerikanischer Autorennfahrer.

## Karriere
Miller startete zwischen 1932 und 1950 in 24 Rennen zur AAA-National-Serie. Sein bestes Ergebnis war der zweite Platz in Springfield 1940.
11 Mal stand er beim 500-Meilen-Rennen von Indianapolis am Start. 1934 konnte er sich als Sechster platzieren, was sein bestes Ergebnis in diesem Rennen darstellt. Er ist nicht verwandt mit Al Miller (Krulac), der in den 1960er Jahren ebenfalls in Indianapolis fuhr.

## Statistik

### Indy-500-Ergebnisse
| Jahr | Startnr. | Start | Qual (km/h) | Ergebnis | Runden | Führung | Ausfall          |
| ---- | -------- | ----- | ----------- | -------- | ------ | ------- | ---------------- |
| 1932 | 29       | 18    | 177,012     | 27       | 66     | 0       | Motor            |
| 1933 | 19       | 24    | 175,403     | 21       | 161    | 0       | Antrieb          |
| 1934 | 36       | 8     | 181,840     | 6        | 200    | 0       |                  |
| 1935 | 4        | 21    | 185,541     | 15       | 178    | 0       | Motor            |
| 1936 | 12       | 17    | 186,876     | 21       | 119    | 0       | Unfall           |
| 1937 | 42       | 26    | 190,706     | 173      | 78     | 0       | Übergabe an Rose |
| 1938 | 55       | 22    | 192,171     | 18       | 125    | 0       | Kupplung         |
| 1939 | 42       | 28    | 198,302     | 28       | 41     | 0       | Gaspedal         |
| 1940 | 58       | 30    | 193,555     | 30       | 41     | 0       | Kupplung         |
| 1941 | 12       | 14    | 198,688     | 28       | 22     | 0       | Transmission     |
| 1946 | 9        | DNQ   |             |          |        |         |                  |
| 1947 | 66       | 19    | 200,893     | 25       | 33     | 0       | Magnetzündung    |
| 1948 | 66       | DNQ   |             |          |        |         |                  |
| 1950 | 83       | DNQ   |             |          |        |         |                  |

| Legende  | Legende            | Legende                                                          |
| Farbe    | Abkürzung          | Bedeutung                                                        |
| -------- | ------------------ | ---------------------------------------------------------------- |
| Gold     | –                  | Sieg                                                             |
| Silber   | –                  | 2. Platz                                                         |
| Bronze   | –                  | 3. Platz                                                         |
| Grün     | –                  | Platzierung in den Punkten                                       |
| Blau     | –                  | Klassifiziert außerhalb der Punkteränge                          |
| Violett  | DNF                | Rennen nicht beendet (did not finish)                            |
| Violett  | NC                 | nicht klassifiziert (not classified)                             |
| Rot      | DNQ                | nicht qualifiziert (did not qualify)                             |
| Rot      | DNPQ               | in Vorqualifikation gescheitert (did not pre-qualify)            |
| Schwarz  | DSQ                | disqualifiziert (disqualified)                                   |
| Weiß     | DNS                | nicht am Start (did not start)                                   |
| Weiß     | WD                 | zurückgezogen (withdrawn)                                        |
| Hellblau | PO                 | nur am Training teilgenommen (practiced only)                    |
| Hellblau | TD                 | Freitags-Testfahrer (test driver)                                |
| ohne     | DNP                | nicht am Training teilgenommen (did not practice)                |
| ohne     | INJ                | verletzt oder krank (injured)                                    |
| ohne     | EX                 | ausgeschlossen (excluded)                                        |
| ohne     | DNA                | nicht erschienen (did not arrive)                                |
| ohne     | C                  | Rennen abgesagt (cancelled)                                      |
| ohne     | keine WM-Teilnahme |                                                                  |
| sonstige | P/fett             | Pole-Position                                                    |
| sonstige | 1/2/3/4/5/6/7/8    | Punktplatzierung im Sprint-/Qualifikationsrennen                 |
| sonstige | SR/kursiv          | Schnellste Rennrunde                                             |
| sonstige | *                  | nicht im Ziel, aufgrund der zurückgelegten Distanz aber gewertet |
| sonstige | ()                 | Streichresultate                                                 |
| sonstige | unterstrichen      | Führender in der Gesamtwertung                                   |